# 漢密爾頓縣 (紐約州)
漢密爾頓縣（英語：Hamilton County）是位於美国纽约州中部的一個縣，面積4,682平方公里。根據2020年美國人口普查，共有人口5,107人。縣治普萊森特湖（Lake Pleasant）。該縣成立於1816年，縣名紀念首任美国财政部长亚历山大·汉密尔顿。